# Блажевич, Ольга Михайловна
О́льга Миха́йловна Блаже́вич (18??—19??) — русская и советская машинистка-переводчица и сценаристка.

## Биография
Устроилась на работу в кинофирму Александра Ханжонкова и работала в должности машинистки-переводчицы с 1908 по 1909 год. Начиная с 1910 года начала писать сценарии к кинематографу и уже в 1916 году вышел первый фильм, всего по её сценариям было поставлено 12 кинофильмов. Дальнейшая судьба неизвестна.

## Фильмография

### Сценаристка
- 1916 —
  - На ложе смерти и любви
  - Принцесса Грёза
- 1917 —
  - Сатана ликующий
  - Скрещенные мечи
  - Так было, но так не будет
- 1918 —
  - Богатырь духа
  - Глиняный Бог
  - Духовные очи
  - Меч милосердия
  - Симфония горя
- 1919 — Рабочий Шевырев
- 1925 — Дитя Госцирка